# Hangkorrekció
A hangkorrekció vagy autotune egy zeneiparban használt speciális effektus, melyet többféleképpen is alkalmazhatnak. Az autotune kifejezés az Auto-Tune nevű zenei szoftverről kapta a nevét, melyet az Antares nevű amerikai szoftvercég fejlesztett, de ezen kívül számos más vállalat is készített hasonló szoftvert. Az autotune használatával kiküszöbölhetőek az énekesek hanghibái, illetve számos mesterséges effektussal lehet gazdagítani a hangjukat. Az autotune elterjedésének egyik oka, hogy lecsökkenti az előadó stúdióban töltött idejét, mert nem kell többször újravennie a dalt az elrontott hangok miatt.

## Működése

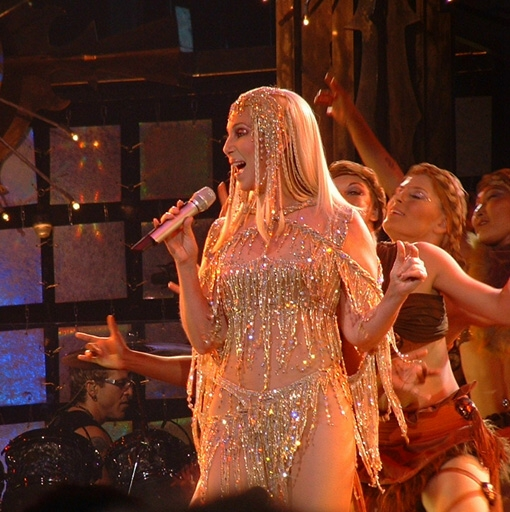
Cher

Az autotune-t legtöbbször a hamis hangok kiküszöbölésére, semlegesítésére alkalmazzák. Amikor egy énekes hangja „megcsúszik”, az elcsúszott hangokat egyenként vissza lehet igazítani a megfelelő hangskálára. Az effektus túlzott használata mesterséges, robotszerű hangzást eredményez, ezért nem szokták a szoftvert a felvételek teljes időtartama alatt futtatni, csupán a skálából kiugróan elütő hangokat igazítják ki. 
Az autotune másik gyakori használata az énekes hangjának egyfajta elektronikus eltorzítása, amivel „fémes” hangzást érnek el. Az autotune ilyen jellegű használatára példa Cher Believe című dala.

## Kritikája
Az autotune használatát számos kritika éri. Egy zenekritikus szerint a popzenei ipar 99%-a alkalmaz ilyen szoftvert, a leghíresebb előadók is. Az angol X-Faktor producereit is megvádolták azzal, hogy a versenyzők hangját digitálisan feljavították. Vannak előadók, akik kategorikusan elutasítják a hangkorrekció alkalmazását, például Jay-Z és Wyclef Jean, akik dalt is írtak az autotune ellen.